# Iona Nikítchenko
Iona Timoféievich Nikítchenko (en ruso: Иона Тимофеевич Никитченко; Óblast del Voisko del Don, 28 de junio de 1895 - Moscú, 22 de abril de 1967) fue un jurista y magistrado soviético, más conocido por ser el juez titular de los Juicios de Núremberg en representación del Tribunal Supremo de la Unión Soviética.
Nació en una familia campesina en el Óblast del Voisko del Don. Estudió en su Instituto de Agricultura local y desde 1916 se adhirió a la facción bolchevique. Su experiencia en la corte judicial comenzó en mayo de 1920, cuando fue nombrado presidente adjunto del Tribunal Militar del Óblast de Semirechye durante la Guerra Civil Rusa, conflicto armado en el que Iona participó en el frente de Asia Central. En 1924, fue nombrado miembro del Colegio de Tribunales Militares del Distrito Militar de Moscú.
Nikítchenko presidió algunas de las pruebas más notorias durante el período de la Gran Purga llevada a cabo a finales de la década de 1930 por orden de Iósif Stalin. Entre otras sentencias, Nikítchenko firmó las de Lev Kámenev y Grigori Zinóviev.

## Juicios de Núremberg
Nikítchenko fue uno de los tres principales redactores de la Carta de Londres. Antes de dirigirse a Núremberg, donde debía ser juzgada la cúpula del partido nazi por crímenes contra la humanidad tras el final de la Segunda Guerra Mundial en Europa, Nikítchenko explicó la perspectiva soviética de los juicios:

"Estamos tratando aquí con los principales criminales de guerra que ya han sido condenados y cuya condena ya ha sido anunciada por las declaraciones de Moscú y Yalta por los jefes de los gobiernos [Aliados]... La idea es asegurar un rápido y justo castigo por el crimen".

Sus declaraciones recuerdan a las que hizo el presidente del Tribunal Supremo de Estados Unidos, Harlan Fiske Stone, que escribió: "El fiscal general de los Estados Unidos, Jackson, está conduciendo su fiesta de linchamiento de alto grado en Núremberg, no me importa lo que haga con los nazis, pero odio ver la pretensión de que dirija un tribunal y proceda de acuerdo con la ley común. Esto es un fraude demasiado peligroso para cumplir con mis ideas pasadas de moda".
Nikítchenko disintió de las absoluciones de Hjalmar Schacht, Franz von Papen y Hans Fritzsche, y defendió la condena a muerte de Rudolf Hess. También encontró incorrectos los juicios de la mayoría con respecto al Gabinete del Reich, al Estado Mayor Alemán y al alto mando de la Wehrmacht. Como nunca antes había escrito una opinión disidente, como no se había escuchado en la jurisprudencia soviética, y no estaba seguro de la forma de tal opinión, Nikítchenko recibió ayuda para escribir sus discrepancias por parte de su compañero el juez Norman Birkett. En el momento de la deliberación final, reexaminó el caso de Hess y votó por una sentencia de por vida para que no se diera la oportunidad de que Hess se saliera con la suya con un menor grado de castigo.